# 郑徐客运专线
郑徐客运专线，简称郑徐客专、郑徐高铁，是中国一条连接河南省郑州市与江苏省徐州市的高速铁路，也是徐兰客运专线的组成部分，设计时速350公里/小时。该线于2016年8月17日开始试运行，于2016年9月10日开通运营。

## 概况
郑徐客运主线正线全长362.39公里，其中河南省境内线路长240公里，安徽省境内线路长74.3公里，江苏省境内线路长35.7公里，郑徐客运专线全线70%以上为高架桥。郑徐客运专线可行性研究报告已通过了铁道部评审，并已于2012年12月26日开工，拟定工期为4年（含6个月调试期）。线路投资概算总额为486.2亿元。2016年4月1日，全线开始进行联调联试；2016年5月，新型标准动车组列车开始进入客专进行三个月的测试，7月15日试验成功。
2016年8月3日6点30分，郑徐客专引入郑州东站枢纽的关键连接设备6号道岔插铺完毕，这意味着中国中西部高铁与东部高铁实现直通。2016年8月17日，郑徐客专于当日开始试运行。
2016年9月10日，郑徐客专正式通车运营，首班列车为商丘开往郑州东的G6605次列车；但举行首发仪式的列车是由郑州东开往福州的G1808次列车。铁路部门于当日进行大规模调图，同时原运行于既有陇海铁路的动车组列车全部停运。计划新增开旅客列车和调整旅客列车运行路线，相关调整列车的车票于9月4日9时起开始发售。
目前在郑徐客运专线运行的车型大部分为CRH380B型高速动车组，同时有少量CRH380A在线路上运行。

## 技术应用
郑徐客运专线全线采用中国自主研发的CRTSIII型板式无砟轨道，在中国大陆铁路网中尚属首次。这款轨道的特色是采用板块式设计，轨道平稳度高，也使得后期维护维修成本较其他无砟轨道低。全线也采用了“以桥代路”的设计，有93.5%的路段在桥梁上运行，此举既保证了线路质量，也保证了运营安全。

## 线路走向
郑徐客运专线西起河南省郑州市，沿途经过河南省开封市、商丘市、安徽省砀山县、萧县至江苏省徐州市，沿线共设9个车站，具体站点分别为：郑州东站、开封北站、兰考南站、民权北站、商丘站、砀山南站、永城北站、萧县北站、徐州东站。其中开封北站、兰考南站、民权北站、砀山南站、永城北站、萧县北站6个车站为新建车站。郑州东站即俗称的新郑州站。
| 车站名称     | 所在区域 | 所在区域 | 所在区域 | 启用日期      | 连接铁路                                                                               | 城市轨道交通换乘路线                      |
| ------------ | -------- | -------- | -------- | ------------- | -------------------------------------------------------------------------------------- | ----------------------------------------- |
| 郑徐客运专线 |          |          |          |               |                                                                                        |                                           |
| 郑州站       | 河南省   | 郑州市   | 二七区   | 1904年        | 京广铁路 陇海铁路 郑西客运专线 郑焦城际铁路                                            | 郑州地铁1号线                             |
| 郑州东站     | 河南省   | 郑州市   | 金水区   | 2012年9月28日 | 京广客运专线 陇海铁路 郑开城际铁路 郑机城际铁路 郑渝客运专线 郑阜高速铁路 济郑高速铁路 | 郑州地铁1号线 郑州地铁5号线 郑州地铁8号线 |
| 开封北站     | 河南省   | 开封市   | 龙亭区   | 2016年9月10日 |                                                                                        |                                           |
| 兰考南站     | 河南省   | 开封市   | 兰考县   | 2016年9月10日 |                                                                                        |                                           |
| 民权北站     | 河南省   | 商丘市   | 民权县   | 2016年9月10日 |                                                                                        |                                           |
| 商丘站       | 河南省   | 商丘市   | 梁园区   | 1915年        | 京九铁路 陇海铁路 商杭客运专线                                                         |                                           |
| 砀山南站     | 安徽省   | 宿州市   | 砀山县   | 2016年9月10日 |                                                                                        |                                           |
| 永城北站     | 河南省   | 商丘市   | 永城市   | 2016年9月10日 |                                                                                        |                                           |
| 萧县北站     | 安徽省   | 宿州市   | 萧县     | 2016年9月10日 |                                                                                        |                                           |
| 徐州东站     | 江苏省   | 徐州市   | 贾汪区   | 2011年6月30日 | 京沪客运专线 徐连客运专线 徐宿淮盐城际铁路                                             | █ 1号线                                   |

## 建设意义
郑徐客运专线按时速300公里/小时开通运营（ATP限速310公里/小时），徐州到郑州的最快仅需1小时30分钟，到西安也不到3个半小时。此外，郑徐客运专线的最重要意义是，将加强中原地区、关中及西北地区与东部沿海地区的联系，促进中西部地区经济发展。还将促进皖北地区与苏豫两省的交通联系，缩短中部地区与东部沿海地区的时空距离。
郑徐客运专线的开通也会大规模影响京沪高速铁路、郑西客运专线等线路的列车运行图，特别是对合肥南站影响最大。因为在郑徐客专没有开通之前，由东北、天津、济南、青岛等始发前往武汉、重庆、成都、长沙、贵阳、广州、深圳、南宁方向的高铁，必须经徐州上京沪高速线—合蚌高速线—合武线。郑徐客专开通后，将给京沪高铁最繁忙区间（蚌埠南—徐州东）释放一定的运能，也让旅客不再忍受合肥南站换向的困扰（因为在换向的同时，需要旅客更换座椅朝向）。而经停合肥南站的高铁车次也会随之减少。

## 连接高速鐵路线路
- 郑州东站：京广客运专线、郑西客运专线、郑开城际铁路、郑机城际铁路和郑渝客运专线
- 兰考南站：日兰高速铁路
- 商丘站：商杭客運專線、京雄商高速铁路（建设中）
- 萧县北站：淮北至萧县北客车联络线（淮北联络线）
- 徐州东站：京沪高速铁路、连徐客运专线